# Waterloo, Québec
Waterloo är en stad (kommun av typen ville) och tätort (centre de population) i provinsen Québec i Kanada. Den ligger i regionen Estrie och provinsen Québec, i den sydöstra delen av landet, 250 km öster om huvudstaden Ottawa.